# Psychologie národů
Psychologie národů je součástí tzv. Völkerpsychologie (Wilhelm Wundt), která zdůrazňuje závislost vývoje psychiky na společenském životě. Psychologie národů zkoumá základní psychické procesy vývoje lidské společnosti a vliv společenských skupin na psychický život projevující se skrze jazyk, mytologii, náboženství, zvyky a morálku.

## Völkerpsychologie
Völkerpsychologie německy označuje výraz psychologie národů či „národová psychologie“. Tento směr vznikl v 2. polovině 19. století v Německu a jeho obsahem je výklad obyčejů a zvyků, organizací a institucí a ideologie etnik. Mezi první představitele patří Moritz Lazarus a Heymann Steinhal, kteří Völkerpsychologii rozvedli na stránkách časopisu Zeitschrift für Völkerpsychologie und Sprachwissenschaft (1860–1890). V tomto díle je kladený důraz na jazyk a mýtus spojený s “duchem národa”. Ideologickým zdrojem pro jejich práci bylo osvícenství v Německu a zejména evolucionistické otázky týkající se druhových a kulturních znaků lidské psychiky. Mezi další představitele Völkerpsychologie řadíme Adolf Bastiana, německého učence a cestovatele, který přispěl k založení ethogragie a antropologie. Völkerpsychologie považuje každého člověka za příslušníka lidského rodu a určitého národa. Národ tak přejímá kulturní vlastnosti jedinců a skupin, které ho tvoří a tím vzniká tzv. „národní charakter“. Zakladatelem Völkerpsychologie je také její nejvýznamnější představitel Wilhelm Wundt, který se zabýval tímto fenoménem ve svém deseti svazkovém díle postupně vycházejícím od roku 1900. Dílo se zabývalo psychologickými aspekty řeči, mýty, náboženstvím, uměním a právem u přírodních a dávnověkých národů. Předmětem Völkerpsychologie byly podle jeho teorie duchovní výtvory vyvolané lidskou pospolitostí, které nelze vysvětlit pouze individuálním vědomím, ale vyššími psychickými funkcemi. Tyto jevy lze vypozorovat na řeči, mýtech a zvycích národů. Dnes je Völkerpsychologie považován za základní historickou ideu psychologie národů. Na klasickou Völkerpsychologie například navazují Margaret Meadová, Bronisław Malinowski či Konrad Theodor Preuss.

## Wilhelm Wundt a psychologie národů
Wilhelm Wundt je jeden z nejvýznamnějších představitelů psychologie národů. Posledních dvacet let své kariéry věnoval především vytvoření komplexního díla na téma psychologie národů (německy Völkerpsychologie), které vycházelo od roku 1900 v desetisvazkové podobě. Avšak Wilhelm Wundt projevil zájem o toto téma již v počátcích své kariéry, kdy téma okrajově zmínil na svých přednáškách již v roce 1862 a v publikaci Vorlesungen über die Menschen- und Tierseele z roku 1863, v díle již byla zmíněna základní témata, jako například mýty, zvyky, náboženství, která se později stala základem pro psychologii národů. Při působení na univerzitě v Curychu od roku 1874 a o rok později po nástupu na univerzitu v Lipsku, již nabízel přednášky na téma Völkerpsychologie, které byly tehdy velice populární. "Wundt’s interest in folk psychology was related to his interest in ethics, the traditional moral philosophy". První svazek Wundtovi psychologie národů se věnoval původu a vývoji jazyka, byl chápán jako základních faktorů psychologie národů protože nemohl být vytvořen jednotlivcem, nýbrž vzájemným působením mnoha jedinců. Další svazky byly věnovány například mýtům, národní morálce, nebo charakteru. Wundtova psychologie národů měla i komerční úspěch, rozšířila se i mimo akademické kruhy a byla přeložena do více jazyků. Z některých myšlenek psychologie národů velmi čerpali němečtí nacionalisté. Po katastrofách dvou světových válek byla psychologie národů upozaděna, převážně kvůli odkazu na nacistickou ideologii, národní stereotypy a rasismus.